# Список глав правительства Чада
Список глав правительства Чада включает лиц, занимавших этот пост в Чаде. В списке принято выделение четырёх периодов существования отдельного поста руководителя правительства в стране. Пост премьер-министра Чада (фр. Premiers ministres du Tchad, араб. رئيس وزراء تشاد‎) был установлен 16 июня 1959 года во Французском Чаде (территории в составе колониальной Французской Экваториальной Африки), незадолго до провозглашения независимости страны, состоявшегося 11 августа 1960 года.
Применённая в первом столбце таблиц нумерация является условной. Также условным является использование в первых столбцах цветовой заливки, служащей для упрощения восприятия принадлежности лиц к различным политическим силам без необходимости обращения к столбцу, отражающему партийную принадлежность. Также отражён различный характер полномочий главы правительства (например, единый срок нахождения во главе правительства Франсуа Томбалбая в 1959—1975 годах разделён на периоды, когда он являлся председателем временного правительства и премьер-министром. В столбце «Выборы» отражены состоявшиеся выборные процедуры или иные основания, по которым лицо стало главой правительства. Наряду с партийной принадлежностью, в столбце «Партия» также отражён внепартийный (независимый) статус персоналий, или их принадлежность к Вооружённым силам, когда они играли самостоятельную политическую роль.

## Первый период (1957—1979)
Впервые правительство Чада было сформировано 14 мая 1957 года после проведения 31 марта 1957 года выборов в Территориальную ассамблею Чада — заморской территории Франции (в составе Французской Экваториальной Африки). Формально его возглавил глава колониальной администрации, вице-президентом правительственного совета стал лидер Прогрессивной партии Чада Габриэль Лизетт (26 июля 1958 года получивший полномочия президента совета). 10 декабря 1958 года правительственный совет был преобразован во временное правительство, 28 ноября 1958 года было провозглашено создание входящей во Французское сообщество Автономной Республики Чад (фр. République autonome du Tchad). 16 июня 1959 года глава временного правительства получил наименование «премьер-министр».
После провозглашения 11 августа 1960 года независимости страны премьер-министр Франсуа Томбалбай стал временным главой Республики Чад, сохранив полномочия премьер-министра. После его гибели в ходе государственного переворота председатель созданного 15 апреля 1975 года Высшего военного совета (фр. Conseil Supertieur Militaire) Феликс Маллум также одновременно занимал пост премьер-министра, вплоть до 29 августа 1978 года, когда в соответствии с заключённой между Высшим военным советом и повстанческими Вооружёнными силами Севера «Фундаментальной хартией», Маллум стал президентом страны, а лидер Вооружённых сил Севера Хиссен Хабре — премьер-министром. После возобновления столкновений в продолжающейся с 1965 года гражданской войны, в нигерийском городе Кано была созвана Конференция по вопросам национального примирения в Чаде с участием четырёх враждующих сторон и пяти соседних африканских государств. 16 марта 1979 года Конференция завершилась подписанием соглашения о прекращении огня и передаче власти переходному правительству. В соответствии с ним президент и премьер-министр покинули свои посты 23 марта 1979 года, из представителей сторон был сформирован Временный государственный совет (фр. Conseil d'Etat provisoire), пост премьер-министра был упразднён.
|                | Портрет         | Имя (годы жизни) | Полномочия      | Полномочия                                                                     | Партия                                 | Выборы      | Должность                                                                              | Пр.                  |
| Начало         | Портрет         | Имя (годы жизни) | Окончание       |                                                                                | Партия                                 | Выборы      | Должность                                                                              | Пр.                  |
| -------------- | --------------- | --- | --------------- | ------------------------------------------------------------------------------ | -------------------------------------- | ----------- | -------------------------------------------------------------------------------------- | -------------------- |
| 1              |                 | Габриэль-Франкоско Лизетт (1919—2001) фр. Gabriel Francosco Lisette                                                  | 14 мая 1957     | 26 июля 1958                                                                   | Прогрессивная партия Чада              | 1957        | вице-президент правительственного совета фр. Vice-président du conseil de gouvernement | [ 2 ] [ 13 ]         |
| 1              | 26 июля 1958    | Габриэль-Франкоско Лизетт (1919—2001) фр. Gabriel Francosco Lisette                                                  | 10 декабря 1958 | президент правительственного совета фр. Président du conseil de gouvernement   | Прогрессивная партия Чада              | 1957        |                                                                                        | [ 2 ] [ 13 ]         |
| 1              | 10 декабря 1958 | Габриэль-Франкоско Лизетт (1919—2001) фр. Gabriel Francosco Lisette                                                  | 11 февраля 1959 | председатель временного правительства фр. Président du gouvernement provisoire | Прогрессивная партия Чада              | 1957        |                                                                                        | [ 2 ] [ 13 ]         |
| 2              |                 | Гонтшоме Саульба (1909—1963) фр. Gontchomé Sahoulba                                                                  | 11 февраля 1959 | председатель временного правительства фр. Président du gouvernement provisoire | 12 марта 1959                          | 1957        | Группа независимых и сельских чадцев                                                   | [ 14 ]               |
| 3              |                 | Ахмед Кулламала (1909—1963) фр. Ahmed Koulamallah                                                                    | 12 марта 1959   | председатель временного правительства фр. Président du gouvernement provisoire | 26 марта 1959                          | 1957        | Африканское социалистическое движение                                                  | [ 15 ]               |
| 4              |                 | Франсуа Томбалбай (1918—1975) фр. François Tombalbaye с 30 августа 1973 года Нгарта Томбалбай фр. N'Garta Tombalbaye | 26 марта 1959   | председатель временного правительства фр. Président du gouvernement provisoire | 16 июня 1959                           | 1957        | Прогрессивная партия Чада                                                              | [ 5 ] [ 16 ] [ 17 ]  |
| 4              | 16 июня 1959    | Франсуа Томбалбай (1918—1975) фр. François Tombalbaye с 30 августа 1973 года Нгарта Томбалбай фр. N'Garta Tombalbaye | 13 апреля 1975  | 1959                                                                           | премьер-министр фр. Premiers ministres |             | Прогрессивная партия Чада                                                              | [ 5 ] [ 16 ] [ 17 ]  |
| 4              | 16 июня 1959    | Франсуа Томбалбай (1918—1975) фр. François Tombalbaye с 30 августа 1973 года Нгарта Томбалбай фр. N'Garta Tombalbaye | 13 апреля 1975  | 1962                                                                           | премьер-министр фр. Premiers ministres |             | Прогрессивная партия Чада                                                              | [ 5 ] [ 16 ] [ 17 ]  |
| 4              | 16 июня 1959    | Франсуа Томбалбай (1918—1975) фр. François Tombalbaye с 30 августа 1973 года Нгарта Томбалбай фр. N'Garta Tombalbaye | 13 апреля 1975  | 1963                                                                           | премьер-министр фр. Premiers ministres |             | Прогрессивная партия Чада                                                              | [ 5 ] [ 16 ] [ 17 ]  |
| 4              | 16 июня 1959    | Франсуа Томбалбай (1918—1975) фр. François Tombalbaye с 30 августа 1973 года Нгарта Томбалбай фр. N'Garta Tombalbaye | 13 апреля 1975  | 1969                                                                           | премьер-министр фр. Premiers ministres |             | Прогрессивная партия Чада                                                              | [ 5 ] [ 16 ] [ 17 ]  |
|                | 16 июня 1959    | Франсуа Томбалбай (1918—1975) фр. François Tombalbaye с 30 августа 1973 года Нгарта Томбалбай фр. N'Garta Tombalbaye | 13 апреля 1975  | Национальное движение за культурную и социальную революцию Чада                | премьер-министр фр. Premiers ministres |             |                                                                                        | [ 5 ] [ 16 ] [ 17 ]  |
| пост вакантен  | пост вакантен   | пост вакантен | 13 апреля 1975  | 15 апреля 1975                                                                 |                                        |             |                                                                                        |                      |
| 5              |                 | бригадный генерал Феликс-Маллум Нгакуту Бей-Нди (1932—2009) фр. Felix Malloum Ngakoutou Bey-Ndi                      | 15 апреля 1975  | 29 августа 1978                                                                | военный                                | [ комм. 6 ] | премьер-министр фр. Premiers ministres                                                 | [ 18 ] [ 19 ] [ 20 ] |
| 6              |                 | Хиссен Хабре (1942—2021) фр. Hissène Habré араб. حسين حبري‎                                                           | 29 августа 1978 | 23 марта 1979                                                                  | Вооружённые силы Севера                | [ комм. 9 ] | премьер-министр фр. Premiers ministres                                                 | [ 21 ] [ 22 ] [ 23 ] |
| пост упразднён |                 | |                 |                                                                                |                                        |             |                                                                                        |                      |

## Второй период (1982)
Второй период существования поста премьер-министра в Чаде был кратким: он был учреждён 19 мая 1982 года председателем Переходного правительства национального единства (фр. Gouvernement de transition d'unité nationale) Гукуни Уэддеем с целю расширить свою политическую базу. Пост занял Джидингар Доно Нгардум, лидер Собрания за единство и чадскую демократию. После того, как столица была занята возглавляемыми Хиссеном Хабре силами Совета командования Вооружённых сил севера, 19 июня 1982 года был создал Государственный совет (фр. Conseil d'Etat), а пост премьер-министра вновь упразднён.
|                | Портрет | Имя (годы жизни)                                               | Полномочия  | Полномочия   | Партия                                    | Пр.    |
| Начало         | Портрет | Имя (годы жизни)                                               | Окончание   |              | Партия                                    | Пр.    |
| -------------- | ------- | -------------------------------------------------------------- | ----------- | ------------ | ----------------------------------------- | ------ |
| 7              |         | Джидингар-Доно Нгардум (1928—2000) фр. Djidingar Dono Ngardoum | 19 мая 1982 | 19 июня 1982 | Собрание за единство и чадскую демократию | [ 26 ] |
| пост упразднён |         |                                                                |             |              |                                           |        |

## Третий период (1991—2018)
Вновь пост премьер-министра установил Идрис Деби, лидер Патриотического движения спасения, занявшего столицу 1 декабря 1990 года. 4 марта 1991 года он принял присягу как президент страны, в тот же день назначив премьер-министром поддержавшего его ранее председателя Национального собрания Жан-Бавуайё Алинже. 20 мая 1992 года главой кабинета был назначен Жозеф Йодуман, принявший участие в подготовке Суверенной национальной конференции (фр. Conférence Nationale Souveraine), объявившей о годовом переходном периоде и назначившей 7 апреля 1993 года переходное правительство во главе с Фиделем Мунгаром, куда вошли 16 представителей участвовавших в конференции сил. Однако 6 ноября 1993 года президент Деби добился от образованного конференцией временного парламента (Верховный переходный совет, фр. Conférence Nationale Souveraine) роспуска оппозиционного по отношению к президенту правительства и назначения премьер-министром Дельвы Кассире Кумакуая. После объявления о планах Кумукуая баллотироваться на пост президента он был 8 апреля 1995 года заменён Коиблой Джимастой.
В последующем пост отдельного главы правительства был закреплён в принятой в 1996 году конституции, завершившей период перехода к демократическим государственным формам. В 2018 году новая конституция его упразднила, вновь установив прямое президентское управление кабинетом.
|                | Портрет                                      | Имя (годы жизни)                                                                   | Полномочия      | Полномочия      | Партия                                                   | Выборы               | Пр.                  |
| Начало         | Портрет                                      | Имя (годы жизни)                                                                   | Окончание       |                 | Партия                                                   | Выборы               | Пр.                  |
| -------------- | -------------------------------------------- | ---------------------------------------------------------------------------------- | --------------- | --------------- | -------------------------------------------------------- | -------------------- | -------------------- |
| 8              |                                              | Жан-Бавуайё Алинже (1937—) фр. Jean Bawoyeu Alingué                                | 4 марта 1991    | 20 мая 1992     | независимый                                              | [ комм. 13 ]         | [ 36 ]               |
| 9              |                                              | Жозеф Йодуман (1950—1993) фр. Joseph Yodoyman                                      | 20 мая 1992     | 7 апреля 1993   | Национальный альянс за демократию и развитие             | [ комм. 13 ]         | [ 37 ]               |
|                | Национальный союз за демократию и обновление | Жозеф Йодуман (1950—1993) фр. Joseph Yodoyman                                      | 20 мая 1992     | 7 апреля 1993   |                                                          | [ комм. 13 ]         | [ 37 ]               |
| 10             |                                              | Фидель Абделькерим Мунгар (1948—) фр. Fidèle Abdelkérim Moungar                    | 7 апреля 1993   | 6 ноября 1993   | Чадское действие за единство и социализм                 | [ комм. 17 ]         | [ 28 ] [ 38 ]        |
| 11 (I)         |                                              | Нурадин Дельва Кассире Кумакуай (1948—) фр. Nouradine Delwa Kassiré Koumakoye      | 6 ноября 1993   | 8 апреля 1995   | Национальное собрание за развитие и прогресс             | [ комм. 18 ]         | [ 39 ]               |
| 12             |                                              | Коибла Джимаста (1950—2007) фр. Koibla Djimasta                                    | 8 апреля 1995   | 15 мая 1997     | Союз за демократию и республику                          | [ комм. 18 ]         | [ 40 ]               |
| 13             |                                              | Нассур Гелендуксия Уэдо (1947—) фр. Nassour Guelendouksia Ouaido                   | 15 мая 1997     | 13 декабря 1999 | Патриотическое движение спасения                         | 1997                 | [ 41 ]               |
| 14             |                                              | Нагум Йамассум (1954—) фр. Nagoum Yamassoum                                        | 13 декабря 1999 | 12 июня 2002    | Патриотическое движение спасения                         | 1997                 | [ 42 ] [ 43 ]        |
| 15             |                                              | Харун Кабади (1949—) араб. هارون كبادي‎ фр. Haroun Kabadi                           | 12 июня 2002    | 24 июня 2003    | Патриотическое движение спасения                         | 2002                 | [ 44 ]               |
| 16             |                                              | Муса Факи Мухамат (1960—) араб. موسى فكي محمد‎ фр. Moussa Faki Mahamat              | 24 июня 2003    | 3 февраля 2005  | Патриотическое движение спасения                         | 2002                 | [ 45 ] [ 46 ] [ 47 ] |
| 17             |                                              | Паскаль Йоадимнаджи (1950—2007) фр. Pascal Yoadimnadji                             | 3 февраля 2005  | 23 февраля 2007 | Патриотическое движение спасения                         | 2002                 | [ 48 ] [ 49 ] [ 50 ] |
| и. о.          |                                              | Адум Йунусми (1962—) фр. Adoum Younousmi                                           | 23 февраля 2007 | 26 февраля 2007 | Патриотическое движение спасения                         | 2002                 | [ 51 ]               |
| 11 (II)        |                                              | Нурадин Дельва Кассире Кумакуай (1948—) фр. Nouradine Delwa Kassiré Koumakoye      | 26 февраля 2007 | 15 апреля 2008  | Национальное собрание за развитие и прогресс             | 2002                 | [ 39 ]               |
| 18             |                                              | Юсуф-Салех Аббас (1953—) араб. يوسف صالح عباس‎ фр. Youssouf Saleh Abbas             | 15 апреля 2008  | 5 марта 2010    | независимый                                              | 2002                 | [ 52 ] [ 53 ] [ 54 ] |
| 19             |                                              | Эммануэль Надингар (1951—) фр. Emmanuel Nadingar                                   | 5 марта 2010    | 21 января 2013  | Патриотическое движение спасения                         | 2002                 | [ 55 ]               |
| 19             | 2011                                         | Эммануэль Надингар (1951—) фр. Emmanuel Nadingar                                   | 5 марта 2010    | 21 января 2013  | Патриотическое движение спасения                         |                      | [ 55 ]               |
| 20             |                                              | Жозеф-Джимрангар Даднаджи (1954—2019) фр. Joseph Djimrangar Dadnadji               | 21 января 2013  | 21 ноября 2013  | Патриотическое движение спасения                         | [ 56 ] [ 57 ]        |                      |
| 21             |                                              | Кальзёбе-Пахими Дёбе (1957—) араб. كالزوبيد بحيمي دولي‎ фр. Kalzeubet Pahimi Deubet | 21 ноября 2013  | 15 февраля 2016 | Патриотическое движение спасения                         | [ 58 ] [ 59 ]        |                      |
| 22 (II)        |                                              | Альбер-Пахими Падаке (1966—) араб. ألبر بهيمي بدكي‎ фр. Albert Pahimi Padacké       | 15 февраля 2016 | 4 мая 2018      | Национальное собрание за демократию в Чаде — Пробуждение | [ 60 ] [ 61 ] [ 62 ] |                      |
| пост упразднён |                                              |                                                                                    |                 |                 |                                                          |                      |                      |

## Четвёртый период (с 2021)
Вновь пост премьер-министра был восстановлен 26 апреля 2021 года Переходным военным советом (фр. Conseil militaire de transition), созданным 20 апреля 2021 года после смерти президента Идриса Деби от ранения, полученного в ходе операции по отражению наступления с севера повстанцев. После проведения в декабре 2023 года референдума, утвердившего новую конституцию страны, правительство возглавил находившийся ранее в оппозиции Сюксес Масра.
|         | Портрет | Имя (годы жизни)                                                             | Полномочия      | Полномочия      | Партия                                                   | Выборы       | Пр.                  |
| Начало  | Портрет | Имя (годы жизни)                                                             | Окончание       |                 | Партия                                                   | Выборы       | Пр.                  |
| ------- | ------- | ---------------------------------------------------------------------------- | --------------- | --------------- | -------------------------------------------------------- | ------------ | -------------------- |
| 22 (II) |         | Альбер-Пахими Падаке (1966—) араб. ألبر بهيمي بدكي‎ фр. Albert Pahimi Padacké | 26 апреля 2021  | 13 октября 2022 | Национальное собрание за демократию в Чаде — Пробуждение | [ комм. 23 ] | [ 60 ] [ 61 ] [ 62 ] |
| 23      |         | Салех Кебзабо (1947—) араб. صالح كبزابو‎ фр. Saleh Kebzabo                    | 13 октября 2022 | 1 января 2024   | Национальный союз за демократию и обновление             | [ комм. 24 ] | [ 65 ]               |
| 24      |         | Сюксес Масра (1983—) араб. سيكسيه ماسرا‎ фр. Succès Masra                     | 1 января 2024   | 23 мая 2024     | Преобразователи                                          | [ комм. 24 ] | [ 66 ]               |
| 25      |         | Алламай Халина (1967—) араб. ألاماي هالينا‎ фр. Allamaye Halina               | 23 мая 2024     | действующий     | независимый                                              | [ комм. 25 ] | [ 67 ]               |